# Mike McLeod
Michael James McLeod, detto Mike (25 gennaio 1952), è un ex mezzofondista britannico.

## Palmarès
- Giochi olimpici

Los Angeles 1984: argento nei 10000 metri piani.

## Altre competizioni internazionali
1978
- Oro ai Bislett Games ( Oslo), 5000 m piani - 13'32"7

1979
- Oro al Memorial Van Damme ( Bruxelles), 10000 m piani - 27'39"76
- Oro al Juan Muguerza Cross-Country Race ( Elgoibar)

1980
- Oro alla 20 Kilomètres de Paris ( Parigi) - 1h02'53"

1984
- Oro al Giro al Sas ( Trento) - 37'13"
- Oro alla Gasparilla Distance Classic ( Tampa) - 42'55"

1985
- Oro alla Gasparilla Distance Classic ( Tampa) - 43'02"

1989
- Oro alla 20 km of Brussels ( Bruxelles) - 58'23"